# Yao Chen
Yao Chen Embaixador(a) da boa vontade da ACNUR (Quanzhou, 5 de outubro de 1979) é uma atriz e filantropa chinesa. Em 2014, apareceu na lista de 100 pessoas mais influentes do ano pela Time.